# Anthonius Brouwer

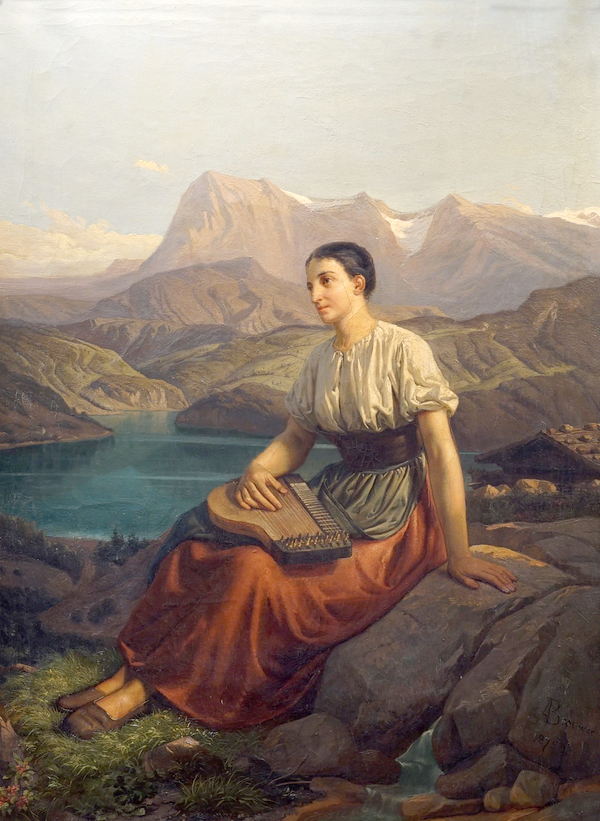
Italienische Dame mit einer Zither

Anthonius Brouwer (* 18. Juli 1827 in Nijkerk; † 4. Juli 1908 in Hilversum) war ein niederländischer Kirchenmaler, Lithograf und Zeichner.
Brouwer studierte von 1849 bis 1855 an der Rijksakademie van beeldende kunsten in Amsterdam unter der Leitung von Jan Willem Pieneman und von 1858 bis 1861 an der Königlichen Akademie der Künste in München. In den Jahren 1862–1863 besuchte er Belgien (Antwerpen). Danach war Brouwer in Hilversum tätig.
Er beschäftigte sich mit der religiösen Malerei, insbesondere mit biblischen Szenen. Neben der Malerei schuf er Lithografien und Zeichnungen.
Er war Mitglied von „Arti et Amicitiae“ in Amsterdam.